# محسن بیاتی‌نیا
محسن بیاتی‌نیا (زادهٔ ۲۰ فروردین ۱۳۵۹ - آبادان) یک بازیکن سابق و مربی فوتبال اهل ایران است.

## دوران حرفه‌ای
بیاتی‌نیا سال‌ها در سطح اول فوتبال ایران بازی کرد. او در سال ۱۳۸۶ به تیم استقلال پیوست اما در همان ابتدای راه دچار مصدومیت شد و فصل را از دست داد. او در فینال بازی‌های آسیایی ۲۰۰۲ برابر ژاپن گلزنی کرد و موجبات قهرمانی ایران را فراهم آورد.

وی اکنون به عنوان مشاور مدیرعامل باشگاه سایپا و البته مدیر آکادمی این باشگاه فعالیت می‌کند. 
بیاتی نیا سرمربی تیم یاران رسانه متشکل از خبرنگاران و مجریان تلویزیون نیز می‌باشد. 

## افتخارات

### به عنوان بازیکن

##### پاس
- جام لیگ برتر
- جام دوستی تهران: ۱۳۸۳

##### تیم ملی امید
- بازی‌های آسیایی: ۲۰۰۲